# Marian Białkowski
Marian Białkowski (ur. 1 lutego 1906 w Warszawie, zm. 1/2 lutego 1945 w Sopocie) – polski komunista i funkcjonariusz aparatu bezpieczeństwa.
Od 1925 był członkiem KPP. W latach 1930–1939 pracował jako steward na statkach marynarki handlowej. Od 1942 był członkiem PPR. Wiosną 1945 został kierownikiem sekcji w Wojewódzkim Urzędzie Bezpieczeństwa Publicznego w Gdańsku w stopniu plutonowego. W nocy z 1 na 2 lutego 1945 został zastrzelony przez zbrojne podziemie w lesie nieopodal Opery Leśnej w Sopocie.
2 stycznia 1946 został pośmiertnie odznaczony Orderem Odrodzenia Polski V klasy.
W latach 1946–1990 był patronem ulicy w Dolnym Sopocie (ob. ul. Karlikowska, wcześniej Elisabethstrasse), na mapie z 1989 oznaczonej błędnie jako ul. Stanisława Białkowskiego.